# 克里斯托夫·格贝尔
克里斯托夫·格贝尔（1942年—），瑞士物理学家，巴塞尔大学教授。他与格尔德·宾尼希和Calvin Quate共同发明了原子力显微镜（AFM）。
他是NCCR（国家纳米级科学研究能力中心）的创始成员和科学传播主任。他曾是瑞士Rueschikon IBM研究实验室纳米级科学的研究人员，并担任瑞士国家科学基金会各种项目的项目负责人。
在40年的时间里，他的研究一直集中在纳米级科学上。他是扫描探针显微镜的先驱，为扫描隧道显微镜、原子力显微镜和高真空低温下的原子力显微镜技术的发明做出了重大贡献。

## 职业生涯
格贝尔于1942年出生于巴塞尔，并在那里长大。在获得机械工程学位后，他曾在斯德哥尔摩的Contraves（现为Rheinmetall防空公司的一部分）短暂工作。1966年，他回到瑞士，在瑞士Rüschlikon的IBM工作。在这里，他参与了一个开发扫描透射电子显微镜的项目，他的同事海因里希·罗雷尔和宾尼希后来因此获得了诺贝尔物理学奖。
1986年，格贝尔与斯坦福大学的Gerd Binnig和Calvin Quate一起在《物理评论快报》上发表了第一篇描述原子力显微镜的文章。